# National Association Football League
La National Association Football League (apodado con el nombre National Association Foot Ball League) fue una liga semi-profesional de fútbol de los Estados Unidos. Esta competición se disputó desde 1895 a 1898 y volvió a jugarse en 1906 hasta 1921.

## Historia
El torneo se creó en 1895 y siendo el primer campeón el Centreville A.C..
La edición de 1895-96 no se disputó.
El torneo desapareció en 1921 y siendo sustituida por la American Soccer League.
El equipo West Hudson A.A. es el club con más títulos con 6.

## Campeones por año
| Temporada | Campeón                                                           | Subcampeón                                                        |
| --------- | ----------------------------------------------------------------- | ----------------------------------------------------------------- |
| 1895      | Centreville A.C.                                                  | Kearny Scots                                                      |
| 1896/97   | Centreville A.C.                                                  | Brooklyn Wanderers                                                |
| 1897/98   | Paterson True Blues                                               | Kearny Scots                                                      |
| 1898/99   | Paterson True Blues                                               | Kearny Arlington                                                  |
| 1906/07   | West Hudson A.A.                                                  | Kearny Scots                                                      |
| 1907/08   | Newark F.C.                                                       | Paterson Rangers                                                  |
| 1908/09   | East Newark Clark A.A. y West Hudson A.A. compartieron el título. | East Newark Clark A.A. y West Hudson A.A. compartieron el título. |
| 1909/10   | West Hudson A.A.                                                  | Jersey A.C.                                                       |
| 1910/11   | Jersey A.C.                                                       | Paterson Wilberforce                                              |
| 1911/12   | West Hudson A.A.                                                  | Paterson Wilberforce                                              |
| 1912/13   | West Hudson A.A.                                                  | Paterson True Blues                                               |
| 1913/14   | Brooklyn F.C.                                                     | West Hudson A.A.                                                  |
| 1914/15   | West Hudson A.A.                                                  | Jersey A.C.                                                       |
| 1915/16   | Harrison Alley Boys                                               | Kearny Scots                                                      |
| 1916/17   | Jersey A.C.                                                       | Kearny Scots                                                      |
| 1917/18   | Paterson F.C.                                                     | Bethlehem Steel F.C.                                              |
| 1918/19   | Bethlehem Steel F.C.                                              | Philadelphia Merchant Ship                                        |
| 1919/20   | Bethlehem Steel F.C.                                              | Kearny Erie                                                       |
| 1920/21   | Bethlehem Steel F.C.                                              | New York F.C.                                                     |